# Cnodontes penningtoni
Pennington’s Buff (Cnodontes penningtoni) là một loài bướm ngày thuộc họ Bướm xanh. Nó được tìm thấy ở Swaziland, Transvaal, Botswana, south-west Africa và Mozambique.
Sải cánh dài 23–27 mm đối với con đực và 24–29 mm đối với con cái. Con trưởng thành bay từ tháng 8 đến tháng 10 và from tháng 2 đến tháng 4. Có hai lứa trưởng thành một năm.
Ấu trùng có thể ăn Cyanobacteria species.